# Hamvas székicsér
A hamvas székicsér (Glareola cinerea) a madarak osztályának lilealakúak (Charadriiformes) rendjébe, ezen belül a székicsérfélék (Glareolidae) családjába tartozó faj.

## Rendszerezése
A fajt Louis Fraser brit zoológus írta le 1843-ban.

## Előfordulása
Nyugat- és Közép-Afrikában, Angola, Benin, Burkina Faso, Csád, Egyenlítői-Guinea, Gabon, Ghána, Kamerun, a Kongói Köztársaság, a Kongói Demokratikus Köztársaság, a Közép-afrikai Köztársaság, Mali, Niger, Nigéria és Togo területén honos.
Természetes élőhelyei a szubtrópusi és trópusi mangroveerdők, tengerparti torkolatok, tavak, folyók és patakok környéke. Állandó, nem vonuló faj.

## Megjelenése
Testhossza 20 centiméter.

## Természetvédelmi helyzete
Az elterjedési területe rendkívül nagy, egyedszáma 7300-23000 példány közötti, jelenlegi helyzetük ismeretlen. A Természetvédelmi Világszövetség Vörös listáján nem fenyegetett fajként szerepel.